# أحمد بومنجل
أحمد بومنجل (بالفرنسية: Ahmed Boumendjel)‏ (22 أبريل 1906 - 19 نوفمبر 1984) مناضل سياسي ووزير جزائري كان ضمن الوفد الجزائري المفاوض في اتفاقيات ايفيان، وبعد الاستقلال تقلد منصب وزير الإعمار والأشغال العامة والنقل لمدة عامين.

## النشأة
ولد أحمد بومنجل في 22 أفريل 1906 ببني يني بالقبائل الكبرى ، عمل معلما ثم واصل دراسته وتحصل على شهادة الليسانس في الحقوق بجامعة السوربون، وامتهن المحاماة.

## نضاله السياسي قبل وأثناء الثورة
أثناء الحرب العالمية الثانية عمل أحمد بومنجل إلى جانب فرحات عباس في أحباب البيان والحرية ثم في الاتحاد الديمقراطي للبيان الجزائري، انتخب في مجلس الاتحاد الفرنسي، إنتقل بومنجل من الجزائر إلى فرنسا.
بعد اندلاع ثورة التحرير الجزائرية أصبح أحمد بومنجل عضواً في إطار فيدرالية جبهة التحرير الوطني بفرنسا منذ سنة 1957 وعضوا في المجلس الوطني للثورة الجزائرية من 1957 إلى 1962، ثم سافر إلى تونس حيث كان يشرف هناك على جريدة المجاهد الصادرة بالفرنسية. وهو صاحب المقال المعروف (الخبر المسموم) الذي أحدث ضجة كبيرة بين الحكومة التونسية والحكومة الجزائرية المؤقتة أثناء الثورة. مثّل الحكومة المؤقتة إلى جانب محمد الصديق بن يحيى في محادثات مولان في يونيو 1960 وشارك في مفاوضات إيفيان الأولى.

## بعد استقلال الجزائر
بعد الاستقلال وأثناء الأزمة الداخلية التي حدثت في دواليب الحكم إنضم بومنجل مع فرحات عباس إلى كتلة بن بلة. وعُين وزيراً للإعمار والأشغال العامة والنقل ضمن حكومتي أحمد بن بلة الأولى والثانية منذ 27 سبتمبر 1962 إلى غاية 2 ديسمبر 1964.

## وفاته
توفي أحمد بومنجل يوم 19 نوفمبر 1984.